# Bo Trygg
Bo Sture Trygg, född 27 september 1941,  är en moderat politiker i Huddinge kommun, Stockholms län. Han var senast kommunstyrelsens ordförande från och med den 16 november 2006 till och med den 31 december 2008. Han har tidigare varit kommunalråd och ordförande i byggnadsnämnden och även varit kommunstyrelsens ordförande under en kortare period år 2002. Bo Trygg är bosatt i Segeltorp.
I augusti 2008 meddelades att Trygg går i pension vid årsskiftet 2008-2009, efter att ha varit heltidspolitiker i kommunen i tio år. Han fortsätter dock som fritidspolitiker även efter sin pension. Han efterträddes av Daniel Dronjak Nordqvist den 1 januari 2009. 